# Codex Tischendorfianus II
Pour les articles homonymes, voir Codex Tischendorfianus.
- Papyrus
- Onciale
- Minuscules
- Lectionnaire

Le Codex Tischendorfianus II, portant le numéro de référence 081 (Gregory-Aland), α 1023 (Soden), est un manuscrit du parchemin du Nouveau Testament en écriture grecque onciale. 

## Description
Le codex se compose de 2 folios. Il est écrit sur deux colonnes, avec 18 lignes par colonne. Les dimensions du manuscrit sont 28 cm x 23 cm. Les paléographes datent ce manuscrit du VIe siècle),. 
Contenu
C'est un manuscrit contenant de texte du 2 Cor. 1:20-2:12. 
Texte
Le texte du codex représenté est de type alexandrin. Kurt Aland le classe en Catégorie II. 
Le texte du manuscrit a été apporté de Sinai par Constantin von Tischendorf en 1859.
Le manuscrit a été examiné par Kurt Treu et Pasquale Orsini.
Lieu de conservation
Le codex est actuellement conservé à la Bibliothèque nationale russe (Gr. 9) à Saint-Pétersbourg,.